# Upper Diagonal
L'Upper Diagonal (en català: Part Superior de la Diagonal) és una terme emprat per a referir-se als barris on hi viu la població més adinerada de Barcelona. Hom l'ha utilitzat de manera despectiva cap als habitants d'aquesta zona formada pel districte de Sarrià - Sant Gervasi i el barri de Pedralbes. El motiu principal que hom fa servir per fer mofa de la població d'aquesta zona és la vanitat d'aquestes persones, habitualment pertanyent a classes altes.
L'Upper Diagonal és la zona situada per sobre de l'Avinguda Diagonal i a l'oest de l'Avinguda de la Riera de Cassoles i la Via Augusta, és a dir, els barris de Pedralbes, Sarrià, les Tres Torres, Sant Gervasi-Galvany, Sant Gervasi-la Bonanova, el Putxet i el Farró, que són les zones amb les rendes més altes de la capital catalana.
Durant el mandat de Xavier Trias i Vidal de Llobatera com a alcalde de Barcelona, el 2014, s'oficialitzà el nom Upper Diagonal com a marca turística per tal d'impulsar el turisme al districte de les Corts.